# Hörbyposten
1891 började Hörbyposten, Tidning för mellersta Skåne ges ut i Hörby. 1899 bytte tidningen namn till Hörbyposten Centralskåne. Tidningens kontor i Hörby fanns i hörnfastigheten Stora Torg-Råbygatan med tryckeri mot gårdssidan. 1911 ändrade tidningen politisk färg samt bytte namn till Mellersta Skåne.